# Gene Mayer
Gene Mayer (Flushing, 11 de abril de 1956) é um ex-tenista profissional estadunidense.

## Finais

### Simples: 26 (14-12)
| Posição | N.  | Data | Campeonato                  | Piso     | Oponente        | Placar             |
| ------- | --- | ---- | --------------------------- | -------- | --------------- | ------------------ |
| Vice    | 1.  | 1976 | Hamilton, Bermuda           | Saibro   | Cliff Richey    | 6–7, 2–6           |
| Campeão | 1.  | 1978 | Guadalajara, México         | Saibro   | John Newcombe   | 6–3, 6–4           |
| Vice    | 2.  | 1979 | Houston, EUA                | Saibro   | José Higueras   | 3–6, 6–2, 6–7      |
| Campeão | 2.  | 1979 | Cologne, Alemanha           | Duro (i) | Wojtek Fibak    | 6–3, 3–6, 6–1      |
| Vice    | 3.  | 1979 | Estocolmo, Suécia           | Duro (i) | John McEnroe    | 7–6, 3–6, 3–6      |
| Campeão | 3.  | 1980 | Denver, EUA                 | Carpete  | Victor Amaya    | 6–2, 6–2           |
| Vice    | 4.  | 1980 | Rotterdam, Holanda          | Carpete  | Heinz Günthardt | 2–6, 4–6           |
| Campeão | 4.  | 1980 | Metz, França                | Carpete  | Gianni Ocleppo  | 6–3, 6–3, 6–0      |
| Campeão | 5.  | 1980 | Los Angeles                 | Duro     | Brian Teacher   | 6–3, 6–2           |
| Vice    | 5.  | 1980 | Boston, EUA                 | Saibro   | Eddie Dibbs     | 2–6, 1–6           |
| Campeão | 6.  | 1980 | Cleveland, EUA              | Duro     | Victor Amaya    | 6–2, 6–1           |
| Campeão | 7.  | 1980 | San Francisco, EUA          | Carpete  | Eliot Teltscher | 6–2, 2–6, 6–1      |
| Vice    | 6.  | 1980 | Wembley, Reino Unido        | Carpete  | John McEnroe    | 4–6, 3–6, 3–6      |
| Campeão | 8.  | 1981 | Memphis, EUA                | Carpete  | Roscoe Tanner   | 6–2, 6–4           |
| Campeão | 9.  | 1981 | Denver, EUA                 | Carpete  | John Sadri      | 6–4, 6–4           |
| Vice    | 7.  | 1981 | Rotterdam, Holanda          | Duro (i) | Jimmy Connors   | 1–6, 6–2, 2–6      |
| Campeão | 10. | 1981 | Cleveland, EUA              | Duro     | Dave Siegler    | 6–1, 6–4           |
| Campeão | 11. | 1981 | Estocolmo, Suécia           | Duro (i) | Sandy Mayer     | 6–4, 6–2           |
| Vice    | 8.  | 1982 | Las Vegas, EUA              | Duro     | Jimmy Connors   | 2–5, retired       |
| Campeão | 12. | 1982 | Munique, Alemanha           | Saibro   | Peter Elter     | 3–6, 6–3, 6–2, 6–1 |
| Vice    | 9.  | 1982 | Sydney Indoor, Austrália    | Duro (i) | John McEnroe    | 4–6, 1–6, 4–6      |
| Vice    | 10. | 1983 | Memphis, EUA                | Carpete  | Jimmy Connors   | 5–7, 0–6           |
| Campeão | 13. | 1983 | Rotterdam, Holanda          | Duro (i) | Guillermo Vilas | 6–1, 7–6           |
| Campeão | 14. | 1983 | Los Angeles                 | Duro     | Johan Kriek     | 7–6, 6–1           |
| Vice    | 11. | 1984 | Munique, Alemanha           | Saibro   | Libor Pimek     | 4–6, 6–4, 6–7, 4–6 |
| Vice    | 12. | 1984 | Stuttgart Outdoor, Alemanha | Saibro   | Henri Leconte   | 6–7, 0–6, 6–1, 1–6 |

### Duplas: 24 (15-9)
| Posição | N.  | Data | Torneio                        | Piso     | Parceiro         | Oponentes                        | Placar        |
| ------- | --- | ---- | ------------------------------ | -------- | ---------------- | -------------------------------- | ------------- |
| Vice    | 1.  | 1976 | La Costa, EUA                  | Duro     | Peter Fleming    | Marty Riessen Roscoe Tanner      | 6–7, 6–7      |
| Vice    | 2.  | 1976 | Charlotte WCT, EUA             | Carpete  | Vitas Gerulaitis | John Newcombe Tony Roche         | 3–6, 5–7      |
| Vice    | 3.  | 1977 | Columbus, EUA                  | Saibro   | Peter Fleming    | Robert Lutz Stan Smith           | 6–4, 5–7, 2–6 |
| Campeão | 1.  | 1978 | Mexico City WCT, México        | Duro     | Sashi Menon      | Marcello Lara Raúl Ramírez       | 6–3, 7–6      |
| Campeão | 2.  | 1978 | Miami, Florida, EUA            | Carpete  | Tom Gullikson    | Bob Carmichael Brian Teacher     | 7–6, 6–3      |
| Vice    | 4.  | 1978 | Guadalajara, México            | Saibro   | Sashi Menon      | Sandy Mayer Sherwood Stewart     | 6–4, 6–7, 3–6 |
| Campeão | 3.  | 1978 | San Jose, California, EUA      | Carpete  | Sandy Mayer      | Hank Pfister Brad Rowe           | 6–3, 6–4      |
| Campeão | 4.  | 1978 | Roland Garros, Paris           | Saibro   | Hank Pfister     | Manuel Orantes José Higueras     | 6–3, 6–2, 6–2 |
| Campeão | 5.  | 1978 | Cincinnati, Ohio, EUA          | Saibro   | Raúl Ramírez     | Ismail El Shafei Brian Fairlie   | 6–3, 6–3      |
| Campeão | 6.  | 1978 | Indianapolis, Indiana, EUA     | Saibro   | Hank Pfister     | Jeff Borowiak Chris Lewis        | 6–3, 6–1      |
| Campeão | 7.  | 1979 | Rancho Mirage, California, EUA | Duro     | Sandy Mayer      | Cliff Drysdale Bruce Manson      | 6–4, 7–6      |
| Campeão | 8.  | 1979 | Houston, EUA                   | Saibro   | Sherwood Stewart | John Alexander Geoff Masters     | 6–1, 5–7, 6–4 |
| Campeão | 9.  | 1979 | Roland Garros, Paris           | Saibro   | Sandy Mayer      | Ross Case Phil Dent              | 6–4, 6–4, 6–4 |
| Vice    | 5.  | 1979 | Forest Hills WCT, EUA          | Saibro   | Sandy Mayer      | Peter Fleming John McEnroe       | 7–6, 6–7, 3–6 |
| Campeão | 10. | 1979 | Indianapolis, Indiana, EUA     | Saibro   | John McEnroe     | Jan Kodeš Tomáš Šmíd             | 6–4, 7–6      |
| Campeão | 11. | 1979 | Colonia, Alemanha              | Duro (i) | Stan Smith       | Heinz Günthardt Pavel Složil     | 6–3, 6–4      |
| Campeão | 12. | 1980 | Metz, França                   | Carpete  | Colin Dibley     | Chris Delaney Kim Warwick        | 7–6, 7–5      |
| Vice    | 6.  | 1980 | Las Vegas, EUA                 | Duro     | Wojtek Fibak     | Robert Lutz Stan Smith           | 2–6, 5–7      |
| Campeão | 13. | 1980 | Florença, Itália               | Saibro   | Raúl Ramírez     | Paolo Bertolucci Adriano Panatta | 6–1, 6–4      |
| Campeão | 14. | 1980 | Boston, EUA                    | Saibro   | Sandy Mayer      | Hans Gildemeister Andrés Gómez   | 1–6, 6–4, 6–4 |
| Vice    | 7.  | 1980 | Washington, D.C., EUA          | Saibro   | Sandy Mayer      | Hans Gildemeister Andrés Gómez   | 4–6, 5–7      |
| Vice    | 8.  | 1980 | San Francisco, EUA             | Carpete  | Sandy Mayer      | Peter Fleming John McEnroe       | 1–6, 4–6      |
| Campeão | 15. | 1981 | Memphis, EUA                   | Carpete  | Sandy Mayer      | Mike Cahill Tom Gullikson        | 7–6, 6–7, 7–6 |
| Vice    | 9.  | 1981 | Rotterdam, Holanda             | Duro (i) | Sandy Mayer      | Fritz Buehning Ferdi Taygan      | 6–7, 6–1, 4–6 |